# MD (azienda)
MD S.p.A. è una società italiana di grande distribuzione organizzata, fondata nel 1994 da Patrizio Podini, operante nel canale discount.
All'azienda fanno capo circa 820 punti vendita e circa 9000 dipendenti, presenti in tutte le regioni italiane, sotto il marchio MD.

## Storia
Nel 1994 Patrizio Podini, imprenditore della GDO e Cavaliere della Repubblica Italiana di origini lombarde nato nel 1939 a Bolzano, fonda insieme a Mida 3 (un'associata del gruppo Selex) la Lillo S.p.A., che si insedia dapprima presso gli uffici del Centro Direzionale di Napoli, per poi trasferirsi a Caserta ed infine nel 1995 a Gricignano d'Aversa. Il primo punto vendita a marchio MD (allora acronimo di Mida Discount, poi caduto in disuso) è stato inaugurato nel settembre 1994 a Mugnano di Napoli, a Piazzale Cesare Pavese per proseguire nella sua espansione verso altre regioni del Centro-Sud, talvolta rilevando insegne locali come la molisana HD e la pugliese Fudel.
Nei successivi cinque anni l'azienda, pur con l'uscita di Mida 3, cresce rapidamente, superando i 150 punti vendita, e crea insieme all'altra catena Dpiù un portafoglio di brand propri. A partire dal 2000 il gruppo affianca ai punti di vendita diretti una rete di negozi in franchising che a sua volta contribuisce ad un ulteriore sviluppo della rete di vendita.
Nel giugno del 2013, l'impresa inaugura il primo negozio a marchio Lillo - il mercato dell'affare, dedicato interamente alla vendita di prodotti non alimentari, con un occhio di riguardo all'elettronica, al giardinaggio, ai casalinghi, ai giocattoli ed all'arredamento. Il 25 luglio 2013, in un breve comunicato, il Gruppo Lombardini ha dichiarato la cessione del proprio canale discount "LD Market" alla Lillo S.p.A.
Il 30 settembre 2013 il cambio di direzione è divenuto operativo mantenendo per ulteriori tre anni la vecchia insegna. Nel 2016 la Lillo S.p.A. diventa MD S.p.A. e nel 2017 parte la nuova campagna promozionale televisiva, con la conduttrice Antonella Clerici ed il fondatore Podini come testimonial.
Nel 2019 l'azienda acquisisce Uno Discount (21 punti vendita in Sicilia), mentre dal 2023 MD è presente anche in Albania come Pronatyra MD.

## LD Market

LD Market

LD Market (LD Discount in Trentino-Alto Adige) è stata una catena di supermercati del marchio MD e si stima che ci fossero oltre 330 discount alimentari dislocati nel Nord Italia e nella Sardegna con un fatturato di oltre 860 milioni di euro (dati 2011). Era presente sul mercato italiano dal 1993 fino al 2017, anno in cui la catena venne associata all'altro marchio ancora in attività, MD.

## Dati statistici
La società attualmente dispone di 6 centri di distribuzione (Cortenuova, Mantova, Macomer, Gricignano di Aversa, Dittaino, Bitonto), è il secondo operatore italiano nel segmento discount, con una quota di mercato del 15% ed una rete di vendita di circa 820  negozi distribuiti in tutte le regioni.

## Punti vendita
Questo è il dettaglio della presenza di MD:
| Regione               | Numero di discount |
| --------------------- | ------------------ |
| Abruzzo               | 14                 |
| Basilicata            | 14                 |
| Calabria              | 38                 |
| Campania              | 118                |
| Emilia-Romagna        | 25                 |
| Friuli-Venezia Giulia | 4                  |
| Lazio                 | 39                 |
| Liguria               | 9                  |
| Lombardia             | 168                |
| Marche                | 6                  |
| Molise                | 13                 |
| Piemonte              | 35                 |
| Puglia                | 54                 |
| Sardegna              | 89                 |
| Sicilia               | 88                 |
| Toscana               | 5                  |
| Trentino-Alto Adige   | 14                 |
| Umbria                | 2                  |
| Valle d'Aosta         | 2                  |
| Veneto                | 21                 |
| Albania               | 10                 |